# Papilio epiphorbas
Papilio (Druryia) epiphorbas − gatunek motyla z rodziny paziowatych i podrodziny Papilioninae.

## Taksonomia
Gatunek ten opisany został w 1833 roku przez Jean Baptiste'a Boisduvala. Jest blisko spokrewniony z P. manlius i P. phorbanta. Dawniej zaliczany był wraz z nimi do podrodzaju Princeps do grupy gatunków P. nireus-group. W 2011 Bernard Rond sklasyfikował P. manlius wraz z P. manlius, P. phorbanta i P. oribazus w grupę gatunków P. oribazus-group, której wszyscy przedstawiciele są endemitami różnych części madagaskarskiego regionu zoogeograficznego. Grupa ta umieszczana jest w podrodzaju Druryia. Bliskie pokrewieństwo P. epiphorbas z P. oribazus potwierdzają wyniki badań molekularnych.

## Opis
Paź o rozpiętości skrzydeł około 8–10 cm. Samiec ma wierzch ciała czarny, a spód brązowy. Wierzch jego skrzydeł przednich jest czarny z trzema niebiesko-zielonymi kropkami i takiej samej barwy krótką przepaską, a spód ciemnobrązowy. Tylne skrzydła samca mają krótkie ogonki, wierzch czarny z łańcuszkiem niebiesko-zielonych kropek przy krawędzi i szeroką plamą tejże barwy, a spód brązowy z łańcuszkiem drobnych złotawych plamek i złotawym okiem na wewnętrznej krawędzi. Samica jest natomiast jaśniejsza, obszary niebiesko-zielone mają mniejszy połysk, na tylnych skrzydłach ma więcej plamek, a spód skrzydeł ciemnobrązowy i marmurkowany.

## Występowanie i podgatunki
Gatunek w swoim zasięgu ograniczony do madagaskarskiej krainy zoogeograficznej. Zasiedla lasy, skraje lasów, a także środowiska antropogeniczne. Wyróżnia się 3 podgatunki będące endemitami trzech różnych wysp:
- Papilio epiphorbas epiphorbas Boisduval, 1833 − podgatunek nominatywny, endemiczny dla Madagaskaru[4][2]. Szeroko rozprzestrzeniony na wyspie i niezagrożony[7].

- Papilio epiphorbas guyonnaudi Turlin et Guilbot, 1990 − podgatunek endemiczny dla wyspy Anjouan w archipelagu Komorów[4][2].

- Papilio epiphorbas praedicta Turlin et Guilbot, 1990 − podgatunek endemiczny dla wyspy Wielki Komor w archipelagu Komorów[4][2].